# 카테리나 세레브랸스카
카테리나 올레히우나 세레브랸스카(우크라이나어: Катери́на Оле́гівна Серебря́нська, 러시아어: Екатери́на Оле́говна Серебря́нская 예카테리나 올레고브나 세레브랸스카야[*], 1977년 10월 25일~)는 우크라이나의 전직 리듬 체조 선수이다. 1996년 하계 올림픽에서 개인종합 금메달을 획득했으며 1995년 세계 선수권 대회와 1996년 유럽 선수권 대회 개인종합 우승을 차지했다.